# Jean Nicolas (général de brigade)
Pour les articles homonymes, voir Jean Nicolas et Nicolas.
Jean Nicolas, né le 8 décembre 1765 à Saint-Agnant-et-Marbotte, actuellement Apremont-la-Forêt (Meuse), et mort le 10 septembre 1833 à Belleville, est un général de brigade du Premier Empire, .

## Biographie
Engagé volontaire en 1792, il est d'abord affecté à l'armée de Sambre-et-Meuse. Il est blessé au passage de la Nahe, près de Kreutznach le 8 juin 1796. En 1800, il est affecté à l'armée de réserve sous Bonaparte en Italie. Il est blessé d'un coup de biscaïen au passage du Pô à Plaisance.
De 1805 au 19 octobre 1807, il fait partie de la Grande Armée. Il commande le 61e régiment d'infanterie aux batailles d'Ulm et d'Austerlitz. Le 14 octobre 1806, il participe à la bataille d'Auerstaedt au sein du 3e corps d'armée du maréchal Davout. Il y est gravement blessé par trois fois. Il est ensuite remplacé par le colonel Jean-Charles Faure. Il reste en convalescence pendant près d'une année.
Du 19 octobre 1807 au 19 mars 1808, il sert comme commandant du département des Pyrénées-Orientales. Du 19 mars 1808 au 8 janvier 1813, il est le commandant de la 1re brigade de la division Joseph Chabran du corps d'observation des Pyrénées-Orientales. Il est ensuite nommé commandant à Barcelone, poste qu'il occupe du 8 janvier 1813 au 10 décembre 1813. Du 10 décembre 1813 au 1er septembre 1814, il est en disponibilité, puis à partir du 1er septembre 1814 en non-activité. 
Il reprend le service le 26 mars 1815, en tant que commandant du département d'Indre-et-Loire. Le 1er août 1815, il est admis en non-activité, puis en disponibilité du 30 décembre 1818 au 1er janvier 1825. Il est admis en retraite le 1er janvier 1825.

## Grades
- 2 décembre 1800 : capitaine.
- 21 janvier 1804 : chef de bataillon.
- 20 août 1805 : colonel.
- 23 octobre 1806 : général de brigade.

## Distinctions
- 29 septembre 1804 : Chevalier de la Légion d'honneur.
- 15 octobre 1804 : Chevalier de l'Empire.
- 23 février 1805 : Officier de la Légion d'honneur.
- 4 janvier 1806 : Commandeur de la Légion d'honneur.
- 19 mars 1808 : Baron de l'Empire.
- 29 septembre 1814 : chevalier de l'Ordre de Saint-Louis.

## Armoiries
| Figure | Nom du baron et blasonnement |
| ------ | --- |
|        | Armes du baron Jean Nicolas et de l'Empire, décret du 19 mars 1808, lettres patentes du 2 mars 1811, commandeur de la Légion d'honneur Coupé au premier parti d'azur et de gueules, l'azur au dextrochère brassardé, mouvant du flanc dextre, d'argent, tenant un sabre du même monté d'or, adextré au premier point en chef d'une étoile aussi d'argent ; le gueules au signe des barons tirés de l'armée ; au deuxième d'azur à la croix patriarcale d'or. |

### Sources
- Georges Six, Dictionnaire biographique des généraux & amiraux français de la Révolution et de l'Empire (1792-1814), Paris : Librairie G. Saffroy, 1934, 2 vol., p. 255-256
- « La noblesse d’Empire » (consulté le 30 juillet 2016)